# Alle Benassi
Alle Benassi, właściwie Allessandro Benassi – włoski producent muzyczny, kuzyn Benny’ego Benassiego, z którym współtworzy grupę muzyczną Benassi Bros.
Wspólnie z Bennym Benassim wyprodukował również utwory „Beautiful People” oraz „Don't Wake Me Up” dla amerykańskiego piosenkarza Chrisa Browna, a także piosenkę „Girl Gone Wild” Madonny.

## Dyskografia
| Lp. | Data | Jako                 | Utwór     | Album     |
| --- | ---- | -------------------- | --------- | --------- |
| 1.  | 2002 | AL.BEN, Alle Benassi | Run To Me | ...Phobia |